# غولدكروناخ
غلدكروناخ (بالألمانية: Goldkronach) هي بلدة ألمانية تقع في ألمانيا في بافاريا.